# 441-й истребительный авиационный полк ПВО

441-й истребительный авиационный полк ПВО (441-й иап ПВО) — воинская часть истребительной авиации ПВО, принимавшая участие в боевых действиях Великой Отечественной войны.

## Наименования полка
- 441-й истребительный авиационный полк[1][2].
- 441-й истребительный авиационный полк ПВО[1][2];
- Войсковая часть (полевая почта) 49678[1][2].

## История и боевой путь полка
441-й истребительный авиационный полк сформирован в период с 12 августа по 1 сентября 1941 года при Ярославской школе стрелков-бомбардиров по штату 015/174 на самолётах И-153 и МиГ-3 в составе ВВС Московского военного округа.
С 1 сентября 1941 года полк в составе 147-й истребительной авиадивизии ПВО Ярославско-Рыбинского района ПВО вступил в боевые действия против фашистской Германии и её союзников на самолётах И-153 и МиГ-3.
1 января 1942 года из 147-й иад ПВО передан в состав 6-го истребительного авиакорпуса ПВО Московской зоны ПВО. 20 февраля 1942 года из 6-го иак ПВО переведён в состав 106-й истребительной авиационной дивизии ПВО Бологоевского района ПВО (дивизия оперативно подчинялась командованию Северо-Западного фронта).
Первая известная воздушная победа полка в Отечественной войне одержана 19 марта 1942 года: младший лейтенант Пичугин Е. И., пилотируя МиГ-3, в воздушном бою в районе с. Курово таранным ударом сбил немецкий истребитель Messerschmitt Bf.110.
В период с 1942 по 1944 годы полк в процессе боевой работы получал пополнение матчасти самолётами ЛаГГ-3, Ла-5 и Як-7б.
29 июня 1943 года вместе со 106-й истребительной авиационной дивизией Бологоевского района ПВО вошёл в состав войск вновь
образованного Западного фронта ПВО. 28 декабря 1943 года переформирован по штату 015/325.
В апреле 1944 года в связи с реорганизацией войск ПВО страны в составе 106-й иад ПВО включён во 2-й корпус ПВО Северного фронта ПВО (образован 29.03.1944 на базе Восточного и Западного фронтов ПВО). 24 декабря 1944 года вместе со 106-й иад ПВО 2-го корпуса ПВО включён в состав войск Западного фронта ПВО (2 формирования), который преобразован из Северного фронта ПВО. 1 января 1945 года полк исключён из действующей армии. До конца войны входил в состав 106-й истребительной авиационной дивизии ПВО.
Базировался на аэродромах Ярославль, Мигалово, Выползово и Двинск. День Победы 9 мая 1945 года полк встретил на аэродроме Двинск
Всего в составе действующей армии полк находился: с 1 сентября 1941 года по 1 января 1945 года.
Всего за годы войны полком:
- Сбито самолётов противника — 25, из них:
  - бомбардировщиков — 22;
  - истребителей — 3.

## Командир полка
- майор Карих Георгий Павлович[1], 06.1942 — 1944

## Послевоенная история полка
После войны полк продолжал входить в состав 106-й истребительной авиационной дивизии ПВО Западного фронта ПВО. Летом 1945 года полк из 106-й истребительной авиационной дивизии ПВО передан в состав 125-й истребительной авиационной дивизии ПВО 13-го корпуса ПВО Западного фронта ПВО. 1 сентября 1945 года полк вместе с дивизией переданы в состав 20-й воздушной истребительной армии ПВО Западного округа ПВО с перебазированием с аэродрома Двинск на аэродром Каунас.
В декабре 1945 года полк из состава 125-й истребительной авиационной дивизии ПВО передан в состав 328-й истребительной авиационной дивизии ПВО и перебазировался на аэродром Брянск.
В сентябре 1948 года полк из 328-й истребительной авиационной дивизии ПВО передан в состав 3-й гвардейской истребительной авиационной Брянской Краснознамённой ордена Суворова дивизии ПВО 32-го истребительного авиационного корпуса ПВО 19-й воздушной истребительной армии ПВО.
С февраля 1949 года дивизия, корпус и воздушная армия подверглись переименованию и получили соответствующие наименования:
- дивизия — 98-я гвардейская истребительная авиационная Брянская Краснознамённая ордена Суворова дивизия ПВО
- корпус — 78-й истребительный авиационный корпус ПВО
- армия — 78-я воздушная истребительная армия ПВО (с 20.02.1949 года), 64-я воздушная истребительная армия ПВО (с 31.10.1949 года), 52-я воздушная истребительная армия ПВО (с 01.02.1952 г.)[1][2].

19 декабря 1950 года полк получил первые реактивные самолёты МиГ-15 и приступил к их освоению. В 1954 году полк пополнился истребителями МиГ-17. 98-я гвардейская истребительная авиационная Брянская Краснознамённая ордена Суворова дивизия ПВО в мае 1960 года была расформирована, 78-й истребительный авиационный корпус ПВО был переформирован в 7-й корпус ПВО, 52-я воздушная истребительная армия ПВО расформирована 1 марта 1960 года.
Полк вошёл в состав вновь сформированного 7-го корпуса ПВО. 30 мая 1961 года полк расформирован на аэродроме Брянск в составе 7-го корпуса ПВО.

## Герои Советского Союза
- Пичугин Евгений Иванович, младший лейтенант, лётчик 441-го истребительного авиационного полка 106-й истребительной авиационной дивизии ПВО Бологоевского дивизионного района ПВО 14 февраля 1943 года удостоен звания Герой Советского Союза. Посмертно. Приказом Министра обороны СССР навечно зачислен в списки части[5].